# Nefasit
Nefasìt (o Tappa Nefasit; in tigrino ነፋሲት; in arabo نفاسيت) è una città dell'Eritrea, posta fra Massaua e Asmara.